# Utah Jazz 2017-2018
La stagione 2017-2018 degli Utah Jazz è stata la 44ª stagione della franchigia nella NBA.

## Draft
| Giro | Scelta | Giocatore           | Ruolo | Nazionalità | Università/Squadra |
| ---- | ------ | ------------------- | ----- | ----------- | ------------------ |
| 1    | 13     | Donovan Mitchell    | G     | Stati Uniti | Louisville         |
| 1    | 28     | Tony Bradley        | AG/C  | Stati Uniti | North Carolina     |
| 2    | 55     | Nigel Williams-Goss | P     | Stati Uniti | Gonzaga            |

## Roster
| \| Pos. \| Num. \| Naz. \| Nome \| Altezza \| Peso \| Data nascita \| Provenienza \| \| ---- \| ---- \| ------------------------------------------- \| -------------------- \| ------- \| ------ \| ------------ \| ---------------------- \| \| C \| 13 \| Stati Uniti (bandiera) \| Bradley, Tony \| 208 cm \| 112 kg \| 08-01-1998 \| North Carolina \| \| G \| 10 \| Stati Uniti (bandiera) \| Burks, Alec \| 198 cm \| 97 kg \| 20-07-1991 \| Colorado \| \| P \| 11 \| Australia (bandiera) \| Exum, Danté \| 198 cm \| 86 kg \| 13-07-1995 \| Lake Ginninderra (AUS) \| \| AG/C \| 15 \| Stati Uniti (bandiera) \| Favors, Derrick \| 208 cm \| 120 kg \| 15-07-1991 \| Georgia Tech \| \| C \| 27 \| Francia (bandiera) \| Gobert, Rudy (C) \| 216 cm \| 111 kg \| 26-06-1992 \| Francia \| \| G/AP \| 2 \| Australia (bandiera) \| Ingles, Joe \| 203 cm \| 103 kg \| 02-10-1987 \| Lake Ginninderra (AUS) \| \| A \| 8 \| Svezia (bandiera) \| Jerebko, Jonas \| 208 cm \| 105 kg \| 02-03-1987 \| Svezia \| \| AG \| 21 \| Stati Uniti (bandiera) \| McCree, Erik (TW) \| 203 cm \| 102 kg \| 20-12-1993 \| Louisiana Tech \| \| G \| 45 \| Stati Uniti (bandiera) \| Mitchell, Donovan \| 191 cm \| 98 kg \| 07-09-1996 \| Louisville \| \| P \| 25 \| Brasile (bandiera) · Italia (bandiera) \| Neto, Raul \| 185 cm \| 81 kg \| 19-05-1992 \| Brasile \| \| A \| 31 \| Stati Uniti (bandiera) · Senegal (bandiera) \| Niang, Georges (TW) \| 203 cm \| 104 kg \| 17-06-1993 \| Iowa State \| \| AP \| 23 \| Stati Uniti (bandiera) \| O'Neale, Royce \| 198 cm \| 103 kg \| 05-06-1993 \| Baylor \| \| P \| 3 \| Spagna (bandiera) \| Rubio, Ricky \| 193 cm \| 86 kg \| 21-10-1990 \| Spagna \| \| G/AP \| 22 \| Svizzera (bandiera) \| Sefolosha, Thabo (S) \| 201 cm \| 100 kg \| 02-05-1984 \| Svizzera \| \| AG/C \| 33 \| Stati Uniti (bandiera) \| Udoh, Ekpe \| 208 cm \| 111 kg \| 20-05-1987 \| Baylor \| \| P \| 5 \| Stati Uniti (bandiera) \| Stockton, David \| 180 cm \| 75 kg \| 24-06-1991 \| Gonzaga \| \| AP \| 99 \| Stati Uniti (bandiera) \| Crowder, Jae \| 198 cm \| 107 kg \| 06-07-1990 \| Marquette \| | Allenatore - Quin Snyder Assistente/i - Johnnie Bryant - Alex Jensen - Brad Jones - Igor Kokoškov - Antonio Lang - Mike Wells - Mark McKown - Jeff Watkinson Legenda - (C) Capitano - (FA) Free agent - (S) Sospeso - (TW) Contratto Two-way - (GL) Assegnato a squadra G League affiliata - Infortunato Roster • Transazioni · Ultima transazione: 6 aprile 2018 |                                             |                      |         |        |              |                        |
| Pos. | Num. | Naz.                                        | Nome                 | Altezza | Peso   | Data nascita | Provenienza            |
| C | 13 | Stati Uniti (bandiera)                      | Bradley, Tony        | 208 cm  | 112 kg | 08-01-1998   | North Carolina         |
| G | 10 | Stati Uniti (bandiera)                      | Burks, Alec          | 198 cm  | 97 kg  | 20-07-1991   | Colorado               |
| P | 11 | Australia (bandiera)                        | Exum, Danté          | 198 cm  | 86 kg  | 13-07-1995   | Lake Ginninderra (AUS) |
| AG/C | 15 | Stati Uniti (bandiera)                      | Favors, Derrick      | 208 cm  | 120 kg | 15-07-1991   | Georgia Tech           |
| C | 27 | Francia (bandiera)                          | Gobert, Rudy (C)     | 216 cm  | 111 kg | 26-06-1992   | Francia                |
| G/AP | 2 | Australia (bandiera)                        | Ingles, Joe          | 203 cm  | 103 kg | 02-10-1987   | Lake Ginninderra (AUS) |
| A | 8 | Svezia (bandiera)                           | Jerebko, Jonas       | 208 cm  | 105 kg | 02-03-1987   | Svezia                 |
| AG | 21 | Stati Uniti (bandiera)                      | McCree, Erik (TW)    | 203 cm  | 102 kg | 20-12-1993   | Louisiana Tech         |
| G | 45 | Stati Uniti (bandiera)                      | Mitchell, Donovan    | 191 cm  | 98 kg  | 07-09-1996   | Louisville             |
| P | 25 | Brasile (bandiera) · Italia (bandiera)      | Neto, Raul           | 185 cm  | 81 kg  | 19-05-1992   | Brasile                |
| A | 31 | Stati Uniti (bandiera) · Senegal (bandiera) | Niang, Georges (TW)  | 203 cm  | 104 kg | 17-06-1993   | Iowa State             |
| AP | 23 | Stati Uniti (bandiera)                      | O'Neale, Royce       | 198 cm  | 103 kg | 05-06-1993   | Baylor                 |
| P | 3 | Spagna (bandiera)                           | Rubio, Ricky         | 193 cm  | 86 kg  | 21-10-1990   | Spagna                 |
| G/AP | 22 | Svizzera (bandiera)                         | Sefolosha, Thabo (S) | 201 cm  | 100 kg | 02-05-1984   | Svizzera               |
| AG/C | 33 | Stati Uniti (bandiera)                      | Udoh, Ekpe           | 208 cm  | 111 kg | 20-05-1987   | Baylor                 |
| P | 5 | Stati Uniti (bandiera)                      | Stockton, David      | 180 cm  | 75 kg  | 24-06-1991   | Gonzaga                |
| AP | 99 | Stati Uniti (bandiera)                      | Crowder, Jae         | 198 cm  | 107 kg | 06-07-1990   | Marquette              |

## Classifiche

### Northwest Division
| Northwest Division      | Northwest Division | Northwest Division | Northwest Division | Northwest Division | Northwest Division | Northwest Division | Northwest Division | Northwest Division |
| Squadra                 | V                  | S                  | V%                 | PR                 | Casa               | Trasf              | Div                | PG                 |
| ----------------------- | ------------------ | ------------------ | ------------------ | ------------------ | ------------------ | ------------------ | ------------------ | ------------------ |
| y – Portland T. Blazers | 49                 | 33                 | .598               | 16,0               | 28–13              | 21–20              | 9–7                | 82                 |
| x – Oklahoma Thunder    | 48                 | 34                 | .585               | 17,0               | 27–14              | 21–20              | 5–11               | 82                 |
| x – Utah Jazz           | 48                 | 34                 | .585               | 17,0               | 28–13              | 20–21              | 7–9                | 82                 |
| x – Minnesota T'wolves  | 47                 | 35                 | .573               | 18,0               | 30–11              | 17–24              | 10–6               | 82                 |
| Denver Nuggets          | 46                 | 36                 | .561               | 19,0               | 31–10              | 15–26              | 9–7                | 82                 |

### Western Conference
| Western Conference | Western Conference        | Western Conference | Western Conference | Western Conference | Western Conference | Western Conference |
| #                  | Squadra                   | V                  | S                  | V%                 | PR                 | PG                 |
| ------------------ | ------------------------- | ------------------ | ------------------ | ------------------ | ------------------ | ------------------ |
| 1                  | z – Houston Rockets *     | 65                 | 17                 | .793               | –                  | 82                 |
| 2                  | y – Golden St. Warriors * | 58                 | 24                 | .707               | 7,0                | 82                 |
| 3                  | y – Portland T. Blazers * | 49                 | 33                 | .598               | 16,0               | 82                 |
| 4                  | x – Oklahoma Thunder      | 48                 | 34                 | .585               | 17,0               | 82                 |
| 5                  | x – Utah Jazz             | 48                 | 34                 | .585               | 17,0               | 82                 |
| 6                  | x – N. Orleans Pelicans   | 48                 | 34                 | .585               | 17,0               | 82                 |
| 7                  | x – San Antonio Spurs     | 47                 | 35                 | .573               | 18,0               | 82                 |
| 8                  | x – Minnesota T'wolves    | 47                 | 35                 | .573               | 18,0               | 82                 |
|                    |                           |                    |                    |                    |                    |                    |
| 9                  | Denver Nuggets            | 46                 | 36                 | .561               | 19,0               | 82                 |
| 10                 | L.A. Clippers             | 42                 | 40                 | .512               | 23,0               | 82                 |
| 11                 | L.A. Lakers               | 35                 | 47                 | .427               | 30,0               | 82                 |
| 12                 | Sacramento Kings          | 27                 | 55                 | .329               | 38,0               | 82                 |
| 13                 | Dallas Mavericks          | 24                 | 58                 | .293               | 41,0               | 82                 |
| 14                 | Memphis Grizzlies         | 22                 | 60                 | .268               | 43,0               | 82                 |
| 15                 | Phoenix Suns              | 21                 | 61                 | .256               | 44,0               | 82                 |

## Calendario e risultati

### Playoff

#### Primo turno

##### (5) Utah Jazz – (4) Oklahoma City Thunder
| Playoffs 2018                                | Playoffs 2018                                | Playoffs 2018                                | Playoffs 2018                                | Playoffs 2018                                | Playoffs 2018                                | Playoffs 2018                                | Playoffs 2018                                | Playoffs 2018                                |
| Primo turno: 4–2 (Casa: 3–0; Trasferta: 1–3) | Primo turno: 4–2 (Casa: 3–0; Trasferta: 1–3) | Primo turno: 4–2 (Casa: 3–0; Trasferta: 1–3) | Primo turno: 4–2 (Casa: 3–0; Trasferta: 1–3) | Primo turno: 4–2 (Casa: 3–0; Trasferta: 1–3) | Primo turno: 4–2 (Casa: 3–0; Trasferta: 1–3) | Primo turno: 4–2 (Casa: 3–0; Trasferta: 1–3) | Primo turno: 4–2 (Casa: 3–0; Trasferta: 1–3) | Primo turno: 4–2 (Casa: 3–0; Trasferta: 1–3) |
| Partita                                      | Data                                         | Avversario                                   | Punteggio                                    | Più punti                                    | Più rimbalzi                                 | Più assist                                   | Spettatori                                   | Serie                                        |
| -------------------------------------------- | -------------------------------------------- | -------------------------------------------- | -------------------------------------------- | -------------------------------------------- | -------------------------------------------- | -------------------------------------------- | -------------------------------------------- | -------------------------------------------- |
| 1                                            | 15 aprile                                    | @ Oklahoma Thunder                           | S 108–116                                    | Donovan Mitchell (27)                        | Donovan Mitchell (10)                        | Ricky Rubio (5)                              | Chesapeake Energy Arena 18.203               | 0–1                                          |
| 2                                            | 18 aprile                                    | @ Oklahoma Thunder                           | V 102–95                                     | Donovan Mitchell (28)                        | Derrick Favors (16)                          | Ricky Rubio (9)                              | Chesapeake Energy Arena 18.203               | 1–1                                          |
| 3                                            | 21 aprile                                    | Oklahoma Thunder                             | V 115–102                                    | Ricky Rubio (26)                             | Rudy Gobert (12)                             | Ricky Rubio (10)                             | Vivint Smart Home Arena 18.306               | 2–1                                          |
| 4                                            | 23 aprile                                    | Oklahoma Thunder                             | V 113–96                                     | Donovan Mitchell (33)                        | Rudy Gobert (10)                             | Ricky Rubio (8)                              | Vivint Smart Home Arena 18.306               | 3–1                                          |
| 5                                            | 25 aprile                                    | @ Oklahoma Thunder                           | S 99–107                                     | Jae Crowder (27)                             | Ricky Rubio (12)                             | Ricky Rubio (7)                              | Chesapeake Energy Arena 18.203               | 3–2                                          |
| 6                                            | 27 aprile                                    | Oklahoma Thunder                             | V 96–91                                      | Donovan Mitchell (38)                        | Rudy Gobert (13)                             | Joe Ingles (5)                               | Vivint Smart Home Arena 18.306               | 4–2                                          |

#### Semifinali di conference

##### (5) Utah Jazz – (1) Houston Rockets
| Playoffs 2018                                             | Playoffs 2018                                             | Playoffs 2018                                             | Playoffs 2018                                             | Playoffs 2018                                             | Playoffs 2018                                             | Playoffs 2018                                             | Playoffs 2018                                             | Playoffs 2018                                             |
| Semifinali di conference: 1–4 (Casa: 0–2; Trasferta: 1–2) | Semifinali di conference: 1–4 (Casa: 0–2; Trasferta: 1–2) | Semifinali di conference: 1–4 (Casa: 0–2; Trasferta: 1–2) | Semifinali di conference: 1–4 (Casa: 0–2; Trasferta: 1–2) | Semifinali di conference: 1–4 (Casa: 0–2; Trasferta: 1–2) | Semifinali di conference: 1–4 (Casa: 0–2; Trasferta: 1–2) | Semifinali di conference: 1–4 (Casa: 0–2; Trasferta: 1–2) | Semifinali di conference: 1–4 (Casa: 0–2; Trasferta: 1–2) | Semifinali di conference: 1–4 (Casa: 0–2; Trasferta: 1–2) |
| Partita                                                   | Data                                                      | Avversario                                                | Punteggio                                                 | Più punti                                                 | Più rimbalzi                                              | Più assist                                                | Spettatori                                                | Serie                                                     |
| --------------------------------------------------------- | --------------------------------------------------------- | --------------------------------------------------------- | --------------------------------------------------------- | --------------------------------------------------------- | --------------------------------------------------------- | --------------------------------------------------------- | --------------------------------------------------------- | --------------------------------------------------------- |
| 1                                                         | 29 aprile                                                 | @ Houston Rockets                                         | S 96–110                                                  | Crowder, Mitchell (21)                                    | Rudy Gobert (9)                                           | Ingles, Mitchell (5)                                      | Toyota Center 18.055                                      | 0–1                                                       |
| 2                                                         | 2 maggio                                                  | @ Houston Rockets                                         | V 116–108                                                 | Joe Ingles (27)                                           | Rudy Gobert (14)                                          | Donovan Mitchell (11)                                     | Toyota Center 18.055                                      | 1–1                                                       |
| 3                                                         | 4 maggio                                                  | Houston Rockets                                           | S 92–113                                                  | Royce O'Neale (17)                                        | Rudy Gobert (9)                                           | Raul Neto (4)                                             | Vivint Smart Home Arena 18.306                            | 1–2                                                       |
| 4                                                         | 6 maggio                                                  | Houston Rockets                                           | S 87–100                                                  | Donovan Mitchell (25)                                     | Rudy Gobert (10)                                          | Joe Ingles (4)                                            | Vivint Smart Home Arena 18.306                            | 1–3                                                       |
| 5                                                         | 8 maggio                                                  | @ Houston Rockets                                         | S 102–112                                                 | Donovan Mitchell (24)                                     | Rudy Gobert (9)                                           | Donovan Mitchell (9)                                      | Toyota Center 18.055                                      | 1–4                                                       |

## Mercato

### Free Agency

#### Prolungamenti contrattuali
| Giocatore  | Contratto                      |
| ---------- | ------------------------------ |
| Joe Ingles | 4 anni – 52 milioni di dollari |

#### Acquisti
| Giocatore       | Contratto                        | Provenienza                      |
| --------------- | -------------------------------- | -------------------------------- |
| Jonas Jerebko   | 2 anni – 8,2 milioni di dollari  | Boston Celtics                   |
| Thabo Sefolosha | 2 anni – 10,5 milioni di dollari | Atlanta Hawks                    |
| Royce O'Neale   | 3 anni – 3,8 milioni di dollari  | Gran Canaria                     |
| Eric Griffin    | Contratto Two-way                | Hap. Gilboa G.E.                 |
| Ekpe Udoh       | 2 anni – 6,5 milioni di dollari  | Fenerbahçe                       |
| Nate Wolters    | Contratto Two-way                | Stella Rossa                     |
| Erik McCree     | Contratto Two-way                | S. Falls Skyforce                |
| Naz Mitrou-Long | Contratto Two-way                | Iowa St. Cyclones / S.L.C. Stars |
| Georges Niang   | Contratto Two-way                | S.C. Warriors                    |

#### Cessioni
| Giocatore       | Motivo     | Nuova squadra                    |
| --------------- | ---------- | -------------------------------- |
| Shelvin Mack    | Free agent | Orlando Magic                    |
| George Hill     | Free agent | Sacramento Kings                 |
| Gordon Hayward  | Free agent | Boston Celtics                   |
| Joel Bolomboy   | Rilasciato | Milwaukee Bucks / Wisconsin Herd |
| Eric Griffin    | Rilasciato | S.L.C. Stars / Hapoel Eilat      |
| Nate Wolters    | Rilasciato | Élan Chalon                      |
| Naz Mitrou-Long | Rilasciato | S.L.C. Stars                     |

### Scambi
| 22 giugno 2017  | Utah JazzDraft rights per Donovan Mitchell (Scelta n°13 del draft) | Denver NuggetsTrey Lyles Draft rights to Tyler Lydon (Scelta n°24 del draft)                                           |
| 22 giugno 2017  | Utah JazzDraft rights per Tony Bradley (Scelta n°28 del draft) | L.A. LakersDraft rights per Josh Hart (Scelta n°30 del draft) Draft rights per Thomas Bryant (Scelta n°42 del draft)   |
| 30 giugno 2017  | Utah JazzRicky Rubio | Minnesota T'wolvesScelta 1º giro Draft 2018                                                                            |
| 8 febbraio 2018 | Utah Jazz Jae Crowder (da Cleveland) Derrick Rose (da Cleveland) Diritto di scambiare Scelta 2º giro Draft 2024 con Cleveland                                                                        | Cleveland CavaliersRodney Hood (da Utah) George Hill (da Sacramento) Draft rights per Artūras Gudaitis (da Sacramento) |
| 8 febbraio 2018 | Sacramento KingsJoe Johnson (da Utah) Iman Shumpert (da Cleveland) Scelta 2º giro Draft 2020 Miami Heat Draft rights per Dīmītrīs Agravanīs (da Cleveland) Cash considerations (da Cleveland e Utah) | |

## Premi individuali
| Assegnato a      | Premio                                                | Data premio     | Ref.   |
| ---------------- | ----------------------------------------------------- | --------------- | ------ |
| Donovan Mitchell | Rookie del mese Western Conference (Dicembre)         | 4 gennaio 2018  | [ 15 ] |
| Donovan Mitchell | Rookie del mese Western Conference (Gennaio)          | 1 febbraio 2018 | [ 16 ] |
| Donovan Mitchell | Rookie del mese Western Conference (Febbraio)         | 1 marzo 2018    | [ 17 ] |
| Donovan Mitchell | Rookie del mese Western Conference (Marzo/Aprile)     | 12 aprile 2018  | [ 18 ] |
| Quin Snyder      | Allenatore del mese Western Conference (Marzo/Aprile) | 12 aprile 2018  | [ 19 ] |